# پیتر لیلینتال
پیتر لیلینتال (آلمانی: Peter Lilienthal؛ زادهٔ ۲۷ نوامبر ۱۹۲۹) یک کارگردان، فیلم‌نامه‌نویس، هنرپیشه، و تهیه‌کننده اهل آلمان است. فیلم او دیوید در ۱۹۷۹ برنده خرس طلایی از جشنواره فیلم برلین شده است. از فیلم‌ها یا برنامه‌های تلویزیونی که وی در آن نقش داشته است می‌توان به دوست آمریکایی اشاره کرد.